# Obstruktionstheorie
In der Topologie, einem Teilgebiet der Mathematik, beschreibt die Obstruktionstheorie oder Hindernistheorie die Hindernisse für die Existenz von Schnitten in Faserbündeln.

## Obstruktionskozykel
Sei {\displaystyle p\colon E\to B} eine Faserung über einem Simplizialkomplex {\displaystyle B} mit Faser {\displaystyle F}. Wir nehmen an, dass bereits ein Schnitt {\displaystyle s_{n}\colon B_{n}\rightarrow E} über dem {\displaystyle n}-Skelett von {\displaystyle B} konstruiert wurde und fragen, ob sich dieser Schnitt auf das {\displaystyle (n+1)}-Skelett fortsetzen lässt.
Für jeden {\displaystyle (n+1)}-Simplex {\displaystyle \sigma \in B_{n+1}} ist {\displaystyle p^{-1}(\sigma )} homotopieäquivalent zu {\displaystyle F} und die Abbildung
{\displaystyle s_{n}\mid _{\partial \sigma }\colon S^{n}\simeq \partial \sigma \to p^{-1}(\sigma )\simeq F}
definiert ein Element der {\displaystyle n}-ten Homotopiegruppe der Faser
{\displaystyle o_{n+1}(\sigma )\in \pi _{n}(F)}.
Offensichtlich kann der gegebene Schnitt {\displaystyle s_{n}\mid _{\partial \sigma }\colon \partial \sigma \to E} nur dann auf {\displaystyle \sigma } fortgesetzt werden, wenn
{\displaystyle o_{n+1}(\sigma )=0\in \pi _{n}(F)}.
Man kann zeigen, dass {\displaystyle o_{n+1}\colon C_{n+1}(B)\to \pi _{n}(F)} ein Kozykel mit lokalen Koeffizienten ist, er wird als Obstruktionskozykel bezeichnet. Seine Kohomologieklasse (in der Kohomologie mit lokalen Koeffizienten)
{\displaystyle o_{n+1}\in H^{n+1}(B,\pi _{n}(F))}
heißt {\displaystyle (n+1)}-te Obstruktionsklasse. Sie hängt zwar vom gewählten Schnitt {\displaystyle s_{n}} ab, man kann aber zeigen, dass sie tatsächlich nur von seiner Einschränkung auf das {\displaystyle (n-1)}-Skelett abhängig ist.

## Schnitte in Vektorbündeln
Die wichtigste Anwendung der Obstruktionstheorie ist auf die Frage nach der Existenz von {\displaystyle k} linear unabhängigen Schnitten in einem Vektorbündel vom Rang {\displaystyle n}, für {\displaystyle 1\leq k\leq n}, oder äquivalent nach der Existenz eines Schnittes im {\displaystyle k}-Rahmenbündel
{\displaystyle V_{k}(\mathbb {R} ^{n})\to V_{k}(E)\to B},
dessen Faser die Stiefel-Mannigfaltigkeit {\displaystyle V_{k}(\mathbb {R} ^{n})} ist.
Wegen {\displaystyle \pi _{i}(V_{k}(\mathbb {R} ^{n}))=0} für {\displaystyle 0\leq i\leq n-k-1} kann man einen solchen Schnitt auf dem {\displaystyle (n-k)}-Skelett {\displaystyle B_{n-k}} konstruieren, das Hindernis für die Fortsetzung auf das {\displaystyle (n-k+1)}-Skelett ist dann die oben definierte Obstruktionsklasse
{\displaystyle o_{n-k+1}(E)\in H^{n-k+1}(B,\pi _{n-k}(V_{k}(\mathbb {R} ^{n}))).}

### Stiefel-Whitney-Klassen
Die Stiefel-Whitney-Klassen wurden von Stiefel und Whitney ursprünglich als Obstruktionsklassen definiert. Die Homotopiegruppe {\displaystyle \pi _{n-k}(V_{k}(\mathbb {R} ^{n}))} ist entweder isomorph zu {\displaystyle \mathbb {Z} /2\mathbb {Z} } (falls {\displaystyle k>1} und {\displaystyle n-k+1} gerade ist) oder sonst unendlich zyklisch, kann also in jedem Fall surjektiv auf {\displaystyle \mathbb {Z} /2\mathbb {Z} } abgebildet werden. Das Bild der Obstruktionsklasse unter dieser Abbildung ist die Stiefel-Whitney-Klasse
{\displaystyle w_{n-k+1}(E)\in H^{n-k+1}(B,\mathbb {Z} /2\mathbb {Z} )}.

### Euler-Klasse
Für {\displaystyle k=1} ist {\displaystyle \pi _{n-k}(V_{k}(\mathbb {R} ^{n}))=\pi _{n-1}(V_{1}(\mathbb {R} ^{n}))=\pi _{n-1}(S^{n})=\mathbb {Z} }, für orientierbare Vektorbündel ist die Kohomologie mit lokalen Koeffizienten {\displaystyle H^{n}(B,\pi _{n-1}(V_{1}(\mathbb {R} ^{n})))} isomorph zu {\displaystyle H^{n}(B,\mathbb {Z} )} und die so definierte Obstruktionsklasse ist die Euler-Klasse
{\displaystyle e(E)\in H^{n}(B,\mathbb {Z} )}.
Analog kann man die Euler-Klasse für beliebige Sphärenbündel, also für Faserbündel mit Faser {\displaystyle S^{n-1}} definieren: wegen {\displaystyle \pi _{i}(S^{n-1})=0} für {\displaystyle 0<i<n-1} gibt es einen Schnitt auf dem {\displaystyle (n-1)}-Skelett der Basis und die Obstruktion für die Fortsetzung auf das {\displaystyle n}-Skelett ist die Euler-Klasse
{\displaystyle e(E)\in H^{n}(B,\mathbb {Z} )}.
(Im Falle des Einheitssphärenbündels eines orientierten Vektorbündels stimmt die Euler-Klasse des Sphärenbündels mit der Euler-Klasse des Vektorbündels überein.)